# 盖佩昂城堡

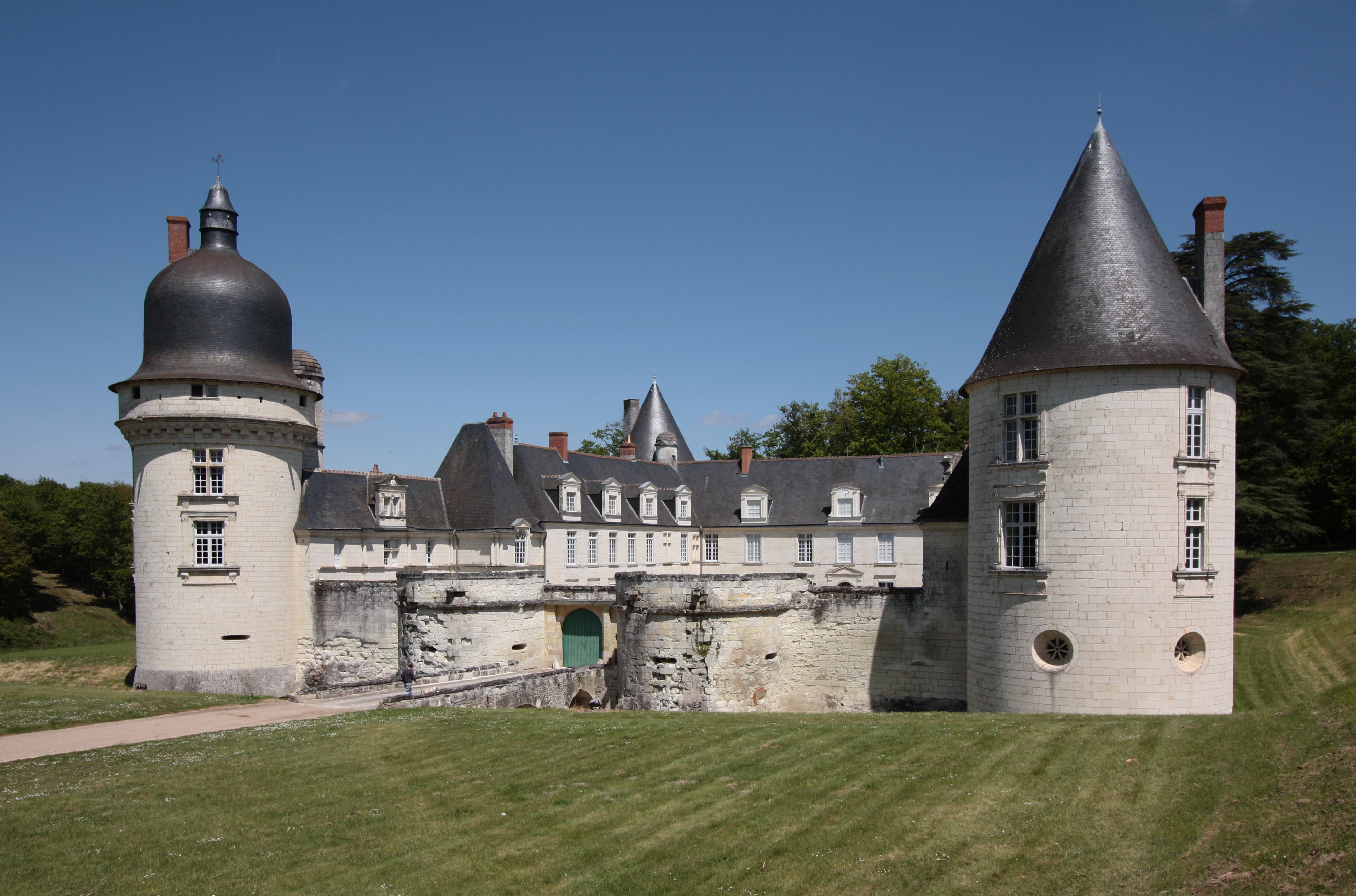

盖佩昂城堡（法語：Château du Gué-Péan，法語發音：[ʃato dy ɡe peɑ̃]）是一座法国城堡，位于中央-卢瓦尔河谷大区卢瓦尔-谢尔省西南部布卢瓦区市镇谢尔河畔蒙图。
在城堡附近有一条罗马古道，被一条小溪切断，地名因此命名为“gué payant”（付费的小溪），后来演变成“Gué-Péan”。
15世纪，弗朗索瓦·阿拉曼（François Alaman）建造了城堡，是圣艾尼昂的附庸。他的孙子完成了城堡的建造。1676年10月，夏洛特·阿拉曼将盖佩昂及其附属建筑出售给维勒布雷伯爵弗朗索瓦。然后是阿梅洛家族拥有城堡62年。卡西恩家族在1832年拥有盖佩昂。城堡的橘园建于1885年，还有一个冬季花园。  
1980年10月10日，其立面、屋面和桥梁列为法国历史遗迹.
1961年，城堡出售给雷蒙·马谢。1995年他去世后，成为德尼·拉曼的财产，他是观测未来公园的建筑师。